# Jakob Laurenz Custer
Jacob Laurenz Custer (Altstätten, Canton de Saint-Gall, 16 de março de 1755 – Rheineck (Saint-Gall), 24 de janeiro de 1828) foi um botânico suíço.

## Vida
Ele era filho do empresário de tecidos Hans Jakob (1724-1782). Ele recebe treinamento empresarial em Gênova e Marselha. Casou-se com uma tia em 1776, viúva de um dono de uma loja de roupas.
Ele está envolvido na vida política suíça, sendo nomeado governador do distrito de Rheintal e deputado no Grande Conselho de Sankt Gallen.